# 香川県道39号国分寺中通線
香川県道39号国分寺中通線（かがわけんどう39ごう こくぶんじなかとうせん）は、香川県高松市から仲多度郡まんのう町に至る県道（主要地方道）である。

## 概要

### 路線データ
- 起点：高松市国分寺町新居（国分寺支所前交差点、国道11号交点、香川県道179号端岡停車場線終点）
- 終点：仲多度郡まんのう町中通（国道438号交点）

## 歴史
- 1982年（昭和57年）4月1日 - 香川県道39号国分寺琴南線（こくぶんじことなみせん）として指定、主要地方道に昇格。

旧名は香川県道181号琴南国分寺線だった。
- 1993年（平成5年）5月11日 - 建設省から、県道国分寺琴南線が国分寺琴南線として主要地方道に再指定される[1]。
- 2006年（平成18年）3月20日 - 琴南町廃止、まんのう町発足にともない、名称を国分寺中通線に変更。

## 路線状況

### 名称・愛称
- 百福（ひゃくふく）通り（高松市：起点から高松自動車道との交差地点まで）

## 地理

### 通過する自治体
- 高松市
- 綾歌郡綾川町
- 仲多度郡まんのう町

### 交差する道路
- 国道11号・香川県道179号端岡停車場線（香川県高松市・国分寺支所前交差点、起点）
- 香川県道12号三木国分寺線（香川県高松市国分寺町新名・国分寺町新名交差点）
- 国道32号（香川県高松市国分寺町福家甲・相生北交差点）
- 香川県道282号高松琴平線（香川県高松市国分寺町福家甲・相生交差点）
- 香川県道13号三木綾川線（香川県綾歌郡綾川町千疋・矢坪交差点）
- 香川県道182号千疋西分線（香川県綾歌郡綾川町千疋）
- 香川県道174号千疋高松線（香川県綾歌郡綾川町千疋・上の谷交差点）
- 国道377号（香川県綾歌郡綾川町枌所西・田万交差点）
- 香川県道265号枌所西造田線（香川県綾歌郡綾川町枌所西）
- 香川県道167号枌所西中徳線（香川県綾歌郡綾川町枌所西）
- 国道438号（香川県仲多度郡まんのう町中通、終点）

### 沿線
- 高松市国分寺総合センター（旧国分寺町役場）
- 高松市国分寺図書館
- 高松市立国分寺中学校
- 高松市立国分寺南部小学校
- 綾川町立枌所小学校跡（かがわ・ものづくり学校）
- 山内郵便局
- 枌所簡易郵便局
- 田万ダム

## ギャラリー

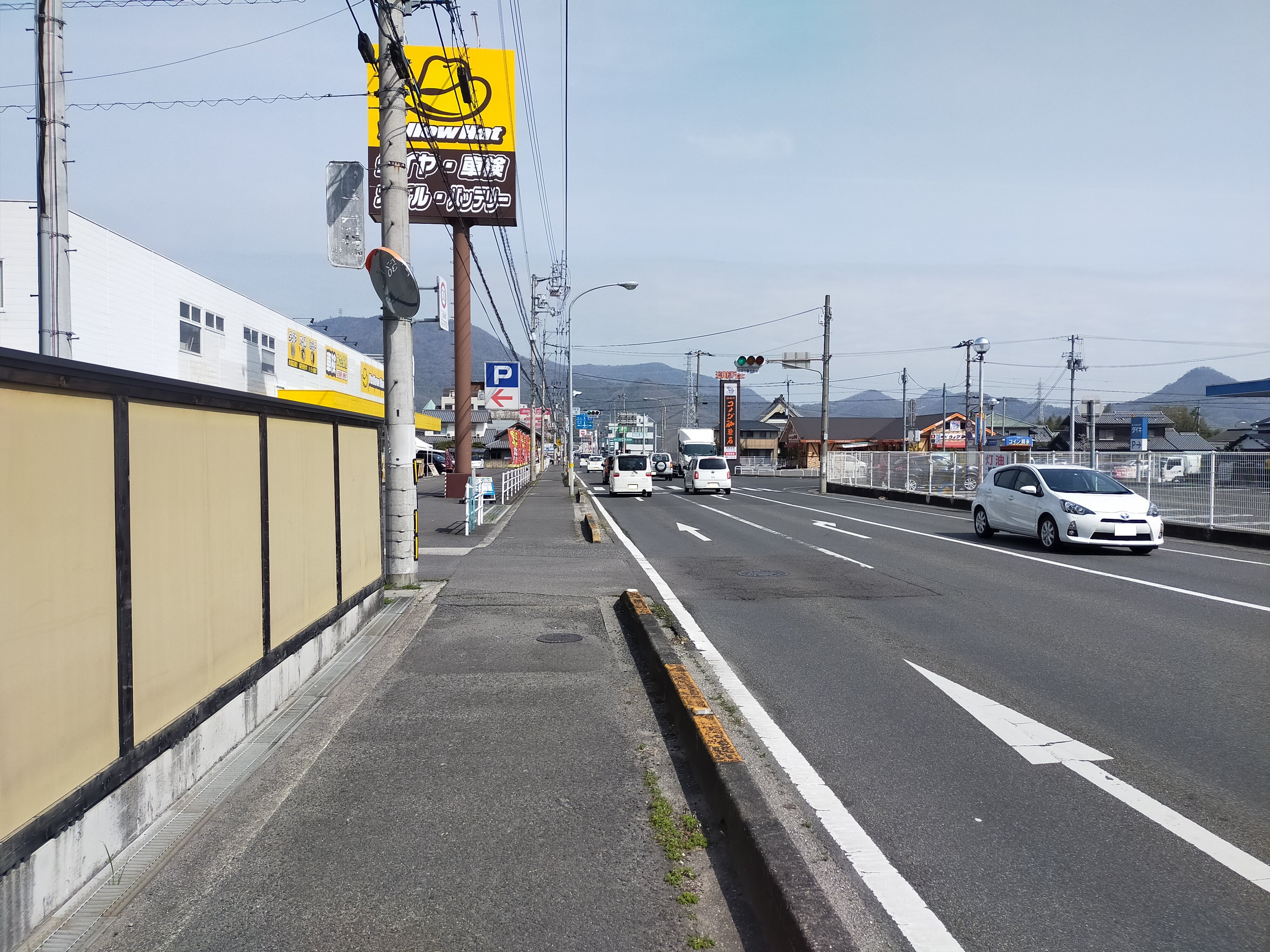
国分寺町新名交差点・県道12号交点
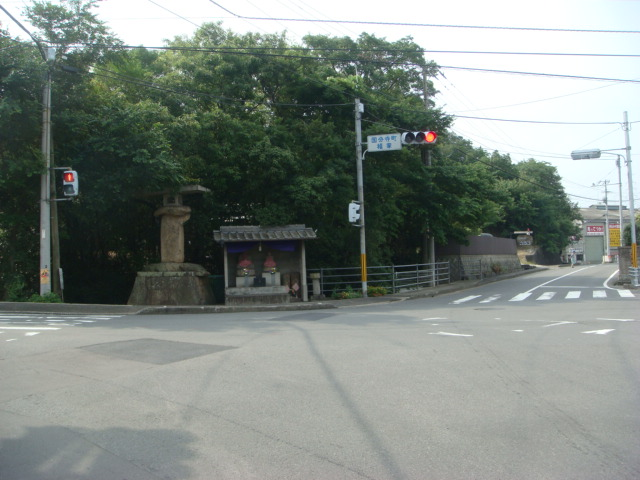
琴平街道（県道282号）交点（高松市国分寺町福家）安政五年建立の灯籠が残っている
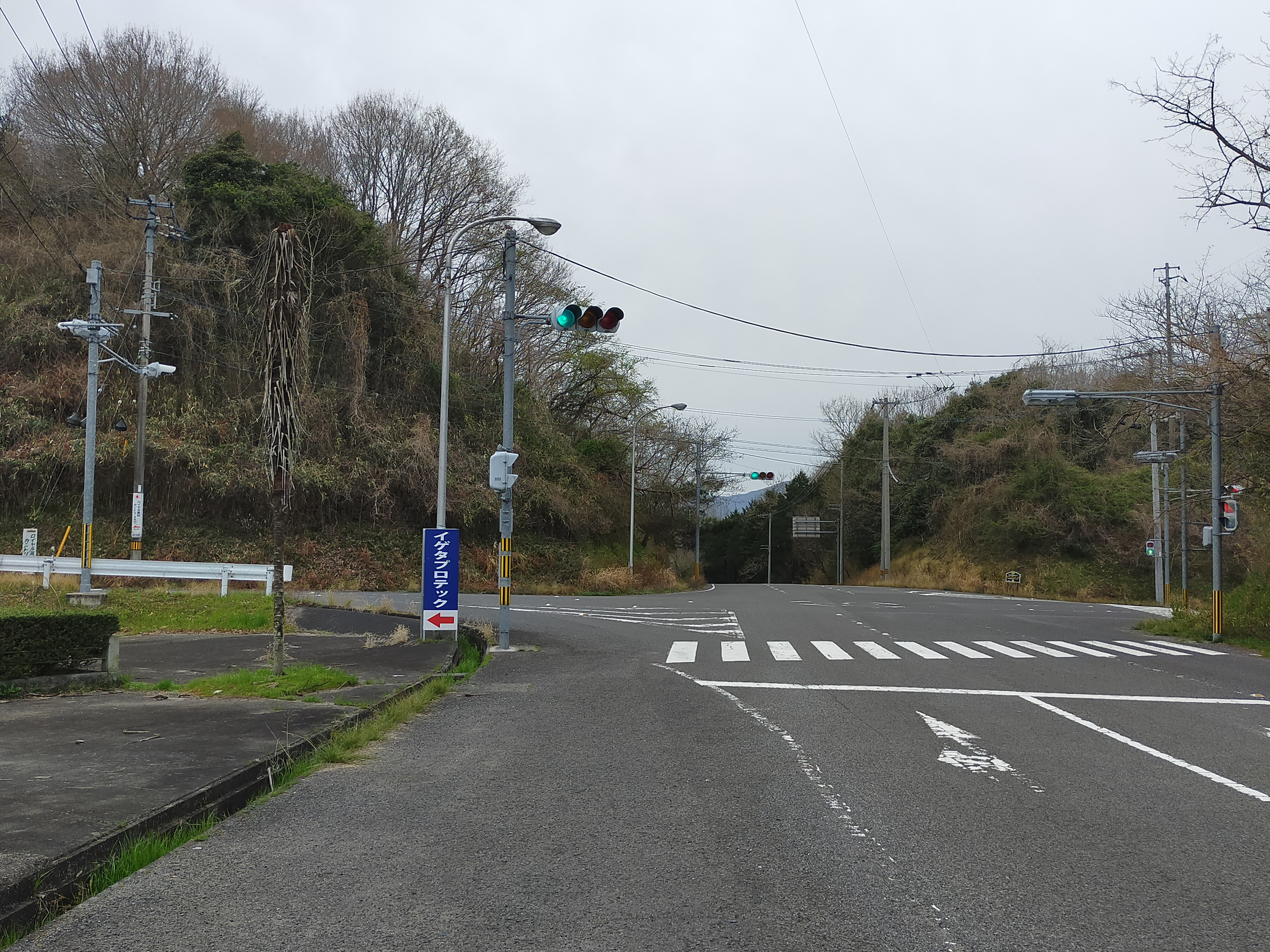
県道174号交点・綾歌郡綾川町千疋
県道167号交点・綾歌郡綾川町枌所西
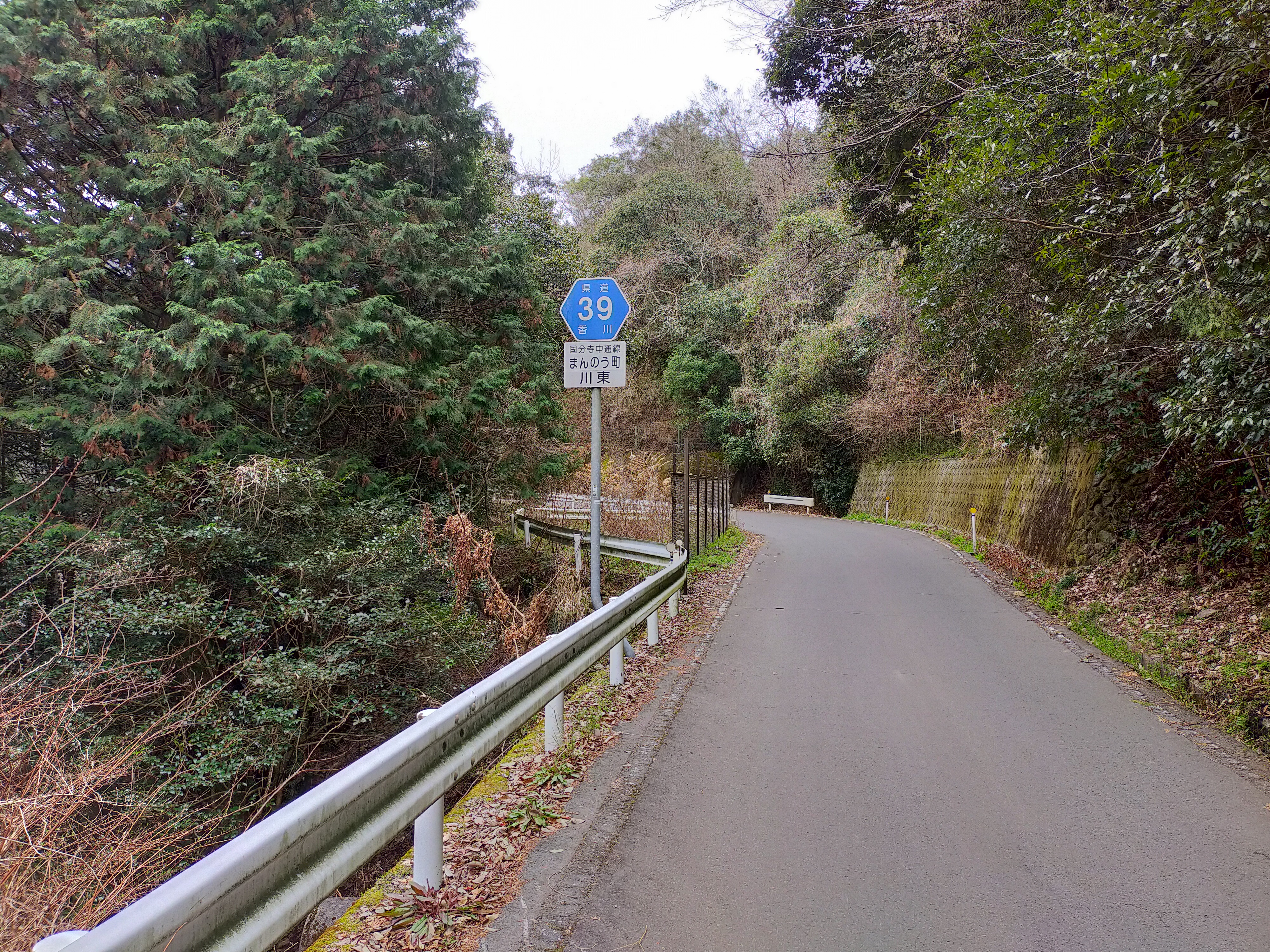
まんのう町川東付近
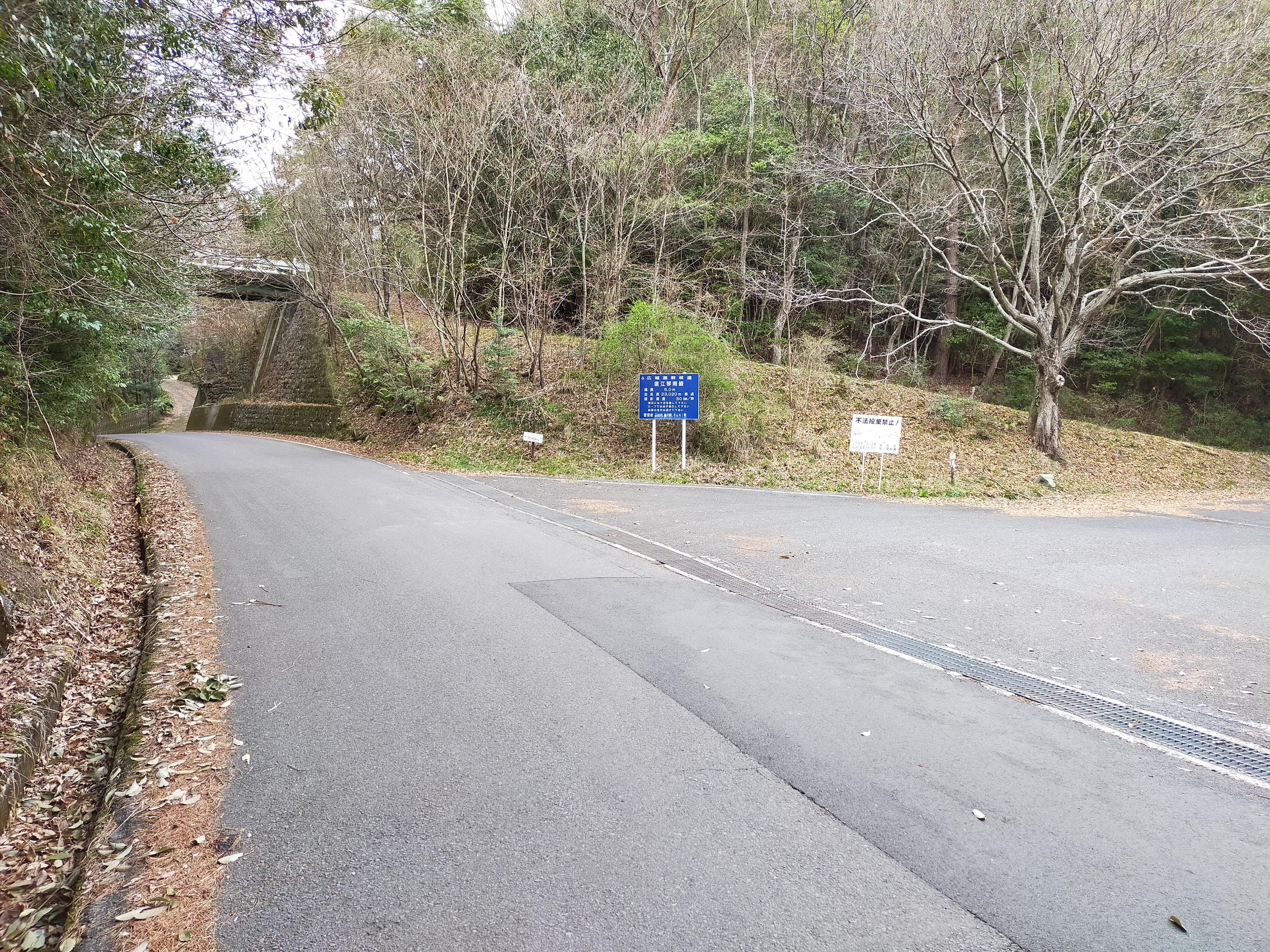
林道（塩江琴南線）との交点
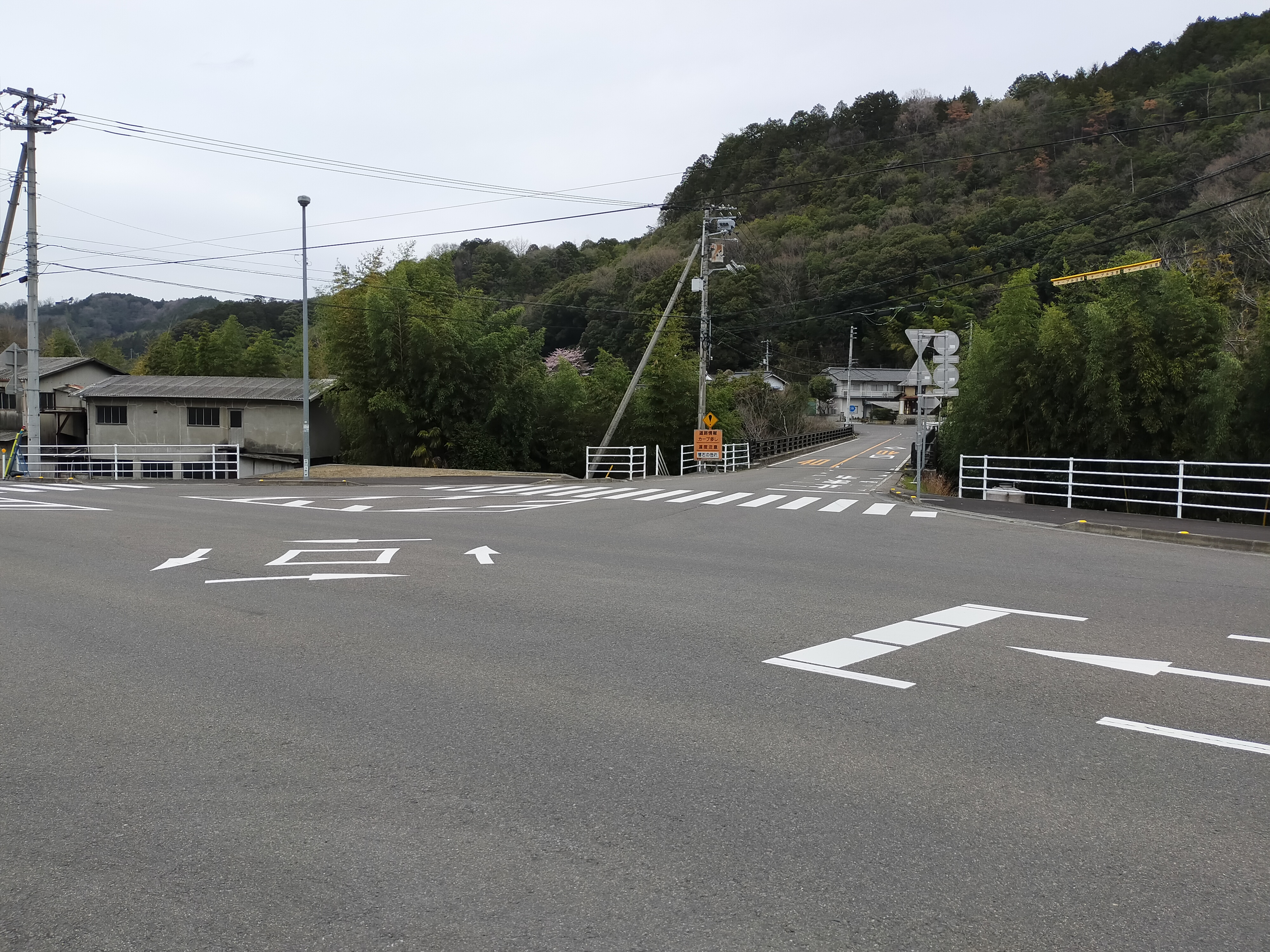
終点・国道438号交点